# Hjortshøj-Egaa Idrætsforening
Le Hjortshøj-Egaa Idrætsforening est un club omnisports danois basé à Aarhus. 
Le club comporte plusieurs sections : l'aviron, le badminton, le basket-ball, le football, la gymnastique, le handball, la natation, la pétanque, le tennis et le tennis de table.
L'équipe de football féminin remporte à 10 reprises le championnat du Danemark (1982, 1984, 1986, 1987, 1988, 1989, 1990, 1991, 1997 et 1998) et deux fois la coupe du Danemark (1993 et 1994), avant de devenir l'IK Skovbakken, puis l'AGF Aarhus.